# 연제구

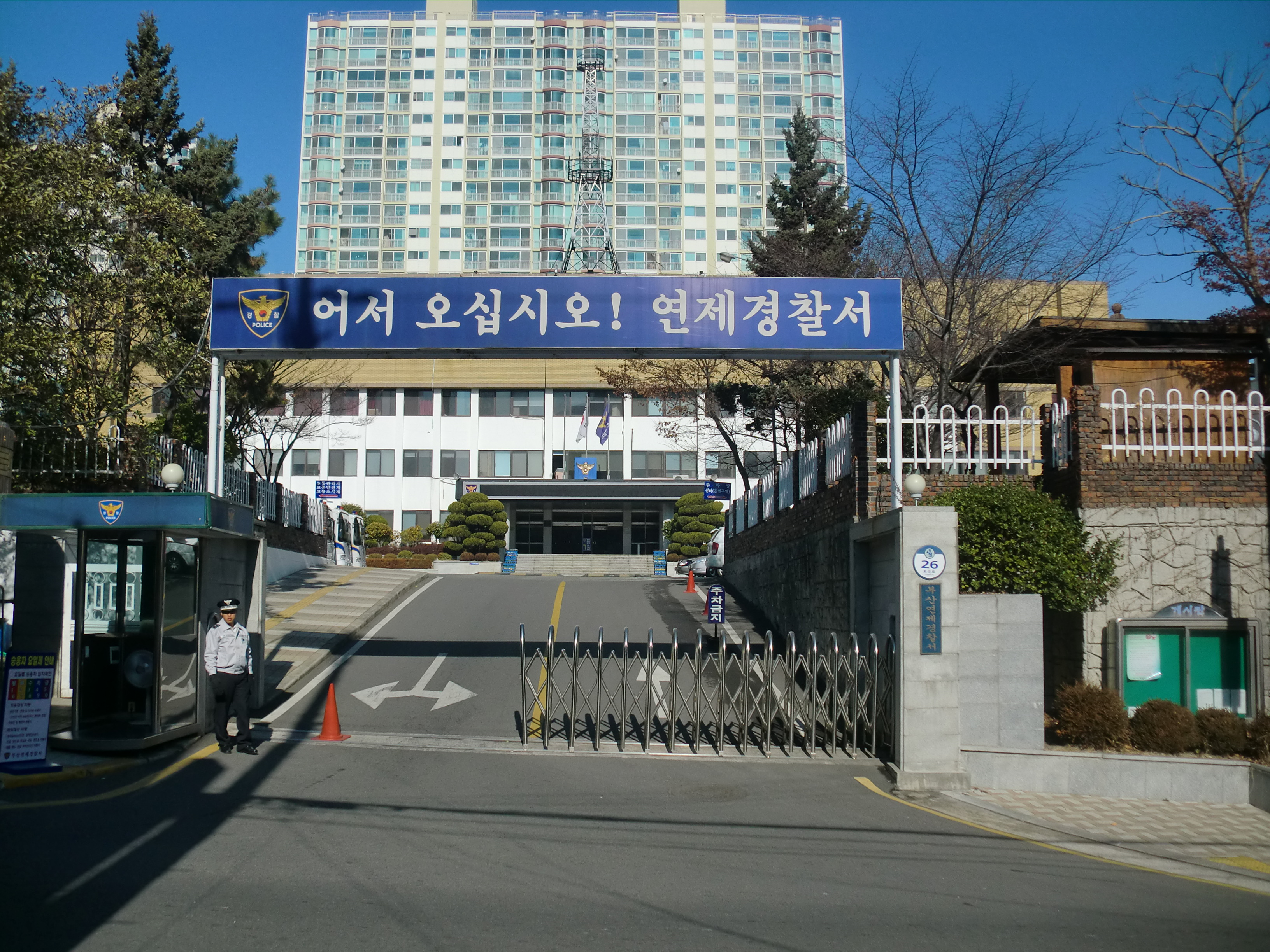
부산연제경찰서 전경. 뒷골목에는 아파트가 웅장하게 세워져 있다.

연제구(한자:蓮堤區, 경상어:옌제구)는 대한민국 부산광역시 중부에 있는 구이다. 동쪽으로 해운대구, 서쪽으로는 부산진구, 남쪽으로는 수영구와 남구, 북쪽으로는 동래구와 접하고 있다. 부산광역시청·부산지방경찰청·부산지방법원·부산가정법원·부산고등법원·부산지방검찰청· 부산고등검찰청 등의 소재지로 행정과 법조타운이 밀집되어 있는 부산의 중심부이다. 연제구는 연산동의 '연', 거제동의 '제'자를 따서 만든 자치구이다.

## 역사
기원전 5세기 청동기시대의 유물인 마제석검이 사직동, 거제동 지역에서 출토되고 있다.
삼한시대를 거쳐 거칠산국의 중심이었다가, 신라 제4대 탈해왕 때 거도에 의해 정벌되어 병합되었고, 505년 지증왕 6년 거칠산군이 되었다. 이후 통일신라시대인 757년 경덕왕 16년 지방 행정제도를 동래군으로 개명하였으며, 고려 현종 9년 동래현이 되었다가 조선 태조 6년 동래진, 조선 명종 2년 동래도호부, 조선후기에 동래도호부 서면에 소속되어 있었다.
1957년 1월 1일 부산시의 구제 실시로 동래구에 편입되었다. 1995년 동래구에서 분리돼 신생구로 새롭게 탄생했다. 거제 1~4동, 연산 1~9동으로 연산동의 연(蓮)과 거제동의 제(堤)자를 따서 연제구라는 이름이 붙여졌다.
1998년 부산시청이 연산동으로 이전하면서 명실공히 연제구는 부산의 행정중심 도시로 부상하고 있다. 그 해 시청과 함께 부산시의회, 부산지방경찰청이 연산 5동으로 자리를 옮겼다. 이어 부산지방노동청과 부산시선거관리위원회가 곧바로 시청 맞은 편으로 이전했고, 동남지방통계청도 최근 바로 옆에 둥지를 틀었다. 거제동에는 부산지방검찰청과 부산지방고등검찰청, 부산지방법원, 부산고등법원, 부산가정법원이 이전하면서 법조타운을 형성하고 있다. 이 밖에 부산지방우정청, 국가기록원 역사기록관, 국가인권위 부산사무소, 부산시소방본부 등 부산의 대표적인 기관이 30개나 몰려있는 행정 중심구로 탈바꿈했다.

### 조선시대 이전
- B.C 5 세기:사직동·거제동 지역에서 청동기시대의 마제석검 출토
- 4 ~ 6세기:거칠산국이나 장산국에 소속(연산고분군, 배산성터)
- 신라경덕왕(742-765):동래군에 소속
- 조선 명종 2년 (1547):동래부에 소속
- 조선 영조 16년 (1740):동래부 아래 서면에 대조리 거벌리(현재의 연산동 거제리의 전신)
- 조선 고종 13년 (1876):부산항 개항
- 1895년 5월 1일:동래부 설치:(대한제국 칙령 제98호 1895. 5. 26공포)

### 일제강점기
- 1910년 10월 1일:동래부를 부산부로 명칭변경(조선총독부령 제7호 1910. 10. 1 공포)
- 1914년 4월 1일:동래군 설치(동래군 동래면 연산,거제리)
- 1931년 4월 1일:경상남도 동래군 동래읍 연산,거제리
- 1942년 10월 1일:경상남도 부산부 편입

### 해방 이후~연제구 신설 이전
- 1946. 10. 01:부산부 동래출장소 연산리, 거제리
- 1949. 08. 15:부산부를 부산시로 명칭변경, 경상남도 부산시 연산,거제동
- 1957. 01. 01:경상남도 부산시 동래구 연산,거제동
- 1946년 : 연산동을 연산제1,2동으로 분동
- 1966. 01. 01:연산제2동을 연산제2,3동으로 분동
- 1970. 07. 01:거제동을 거제제1~3동으로, 연산제2동을 연산제2,4동으로 분동 (부산시 조례 제465호)
- 1975. 10. 01:연산제2동을 연산2,5동으로 분동(부산시 조례 제810호)
- 1979. 08. 08:거제제3동을 거제제3,4동으로, 연산제3동을 연산제3,6동으로, 연산제4동을 연산제4,7동으로 분동(부산시 조례 제1360호)
- 1982. 09. 01:연산제1동을 연산제1,8동으로 분동(부산시 조례 제1757호)
- 1985. 12. 01:연산제8동을 연산제8,9동으로 분동(부산시 조례 제2095호)
- 1988. 05. 01:자치구제 실시
- 1995. 01. 01:부산광역시 동래구 연산제1~9동, 거제제1~4동

### 연제구 분구 이후
- 1995. 03. 01:부산광역시 연제구 연산제1~9동, 거제제1~4동
- 2008. 03. 01:연산제6,7동을 연산제6동으로 통합

## 행정 구역
2011년 12월 31일을 기준으로 한 연제구의 주민등록 인구와 현황은 다음과 같다.

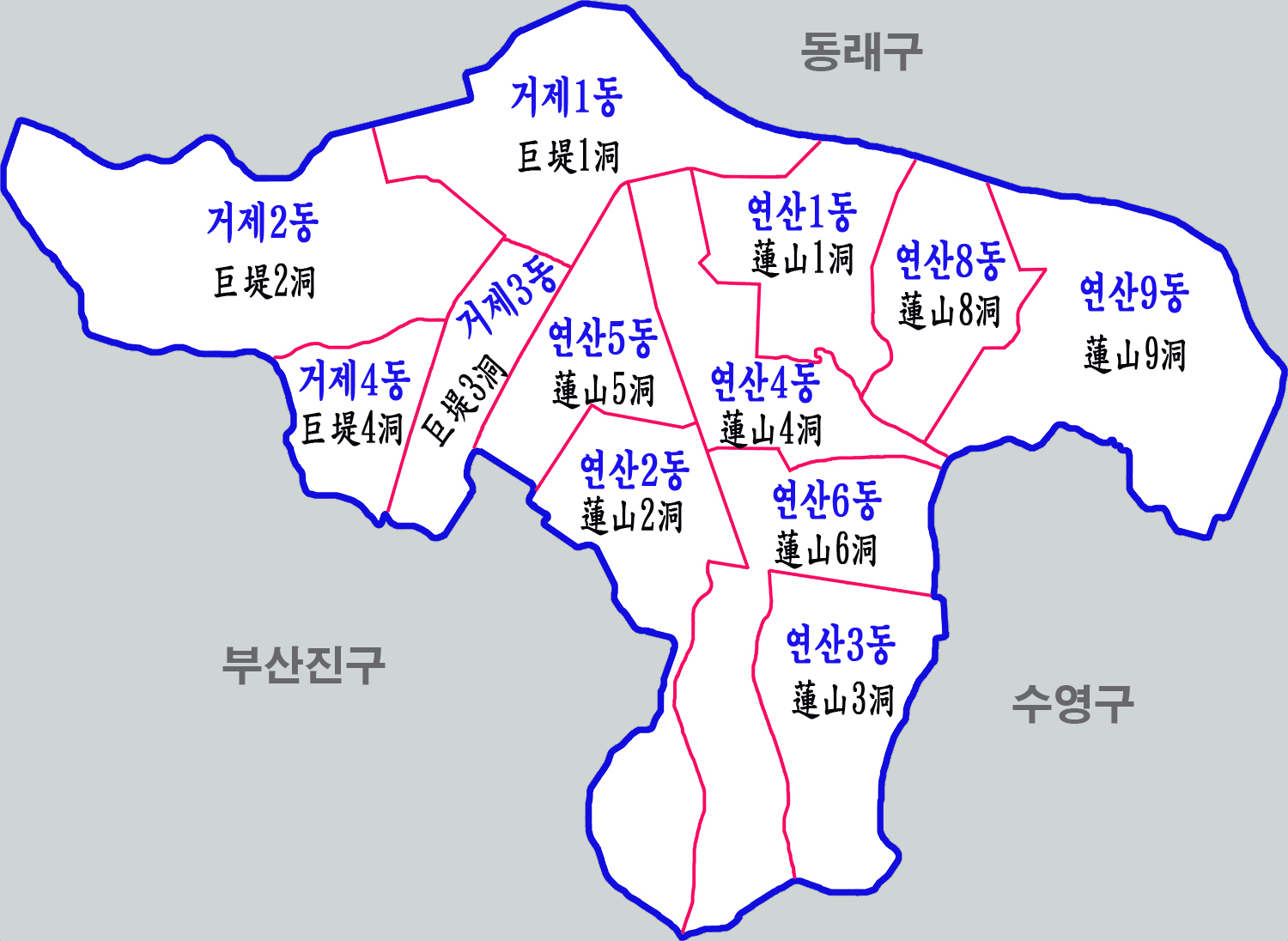
연제구의 행정 구역

| 행정동    | 한자      | 면적 (km2) | 세대   | 인구 (명) |
| --------- | --------- | ---------- | ------ | --------- |
| 거제제1동 | 巨堤第1洞 | 0.89       | 10,624 | 31,017    |
| 거제제2동 | 巨堤第2洞 | 1.83       | 6,504  | 17,911    |
| 거제제3동 | 巨堤第3洞 | 0.62       | 4,665  | 12,115    |
| 거제제4동 | 巨堤第4洞 | 0.86       | 4,095  | 11,561    |
| 연산제1동 | 蓮山第1洞 | 0.85       | 6,010  | 16,564    |
| 연산제2동 | 蓮山第2洞 | 1.51       | 6,561  | 15,251    |
| 연산제3동 | 蓮山第3洞 | 0.59       | 5,007  | 11,846    |
| 연산제4동 | 蓮山第4洞 | 0.92       | 7,482  | 18,194    |
| 연산제5동 | 蓮山第5洞 | 0.52       | 5,159  | 10,853    |
| 연산제6동 | 蓮山第6洞 | 1.16       | 7,464  | 17,589    |
| 연산제8동 | 蓮山第8洞 | 0.70       | 4,625  | 11,378    |
| 연산제9동 | 蓮山第9洞 | 1.63       | 13,809 | 39,852    |
| 연제구    | 蓮堤區    | 12.08      | 82,005 | 214,131   |

## 인구
| 연도   | 총인구    |  |
| ------ | --------- |  |
| 1995년 | 245,441명 |  |
| 2000년 | 215,206명 |  |
| 2005년 | 211,437명 |  |
| 2010년 | 202,523명 |  |
| 2015년 | 203,527명 |  |
| 2015년 | 203,527명 |  |
| 2020년 | 209,157명 |  |

## 문화
- 온천천 시민공원

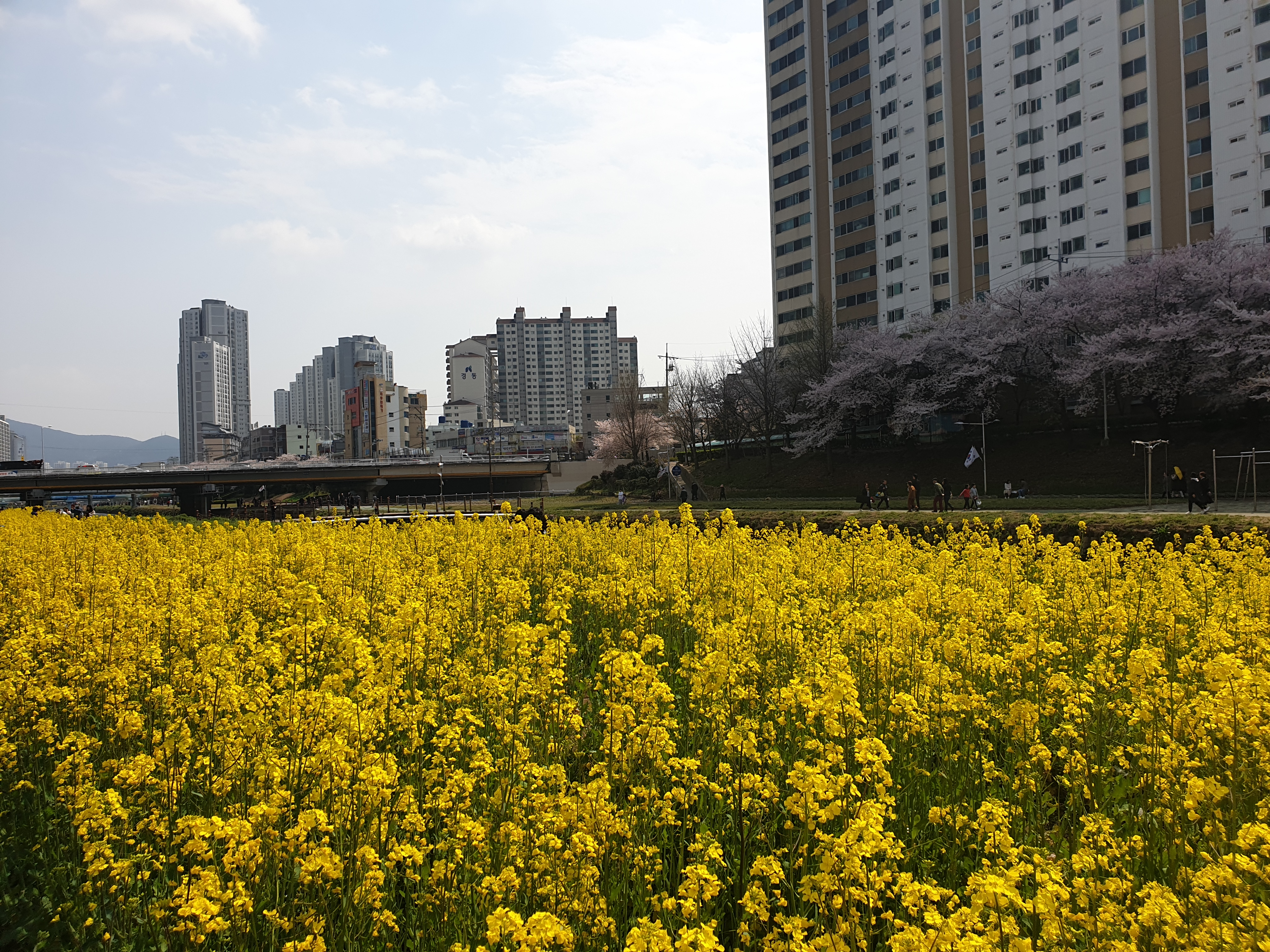
온천천 시민공원

온천천은 금정산 범어사 계명봉 아래 계곡에서 발원하는 온천천은 금정구, 동래구, 연제 3개구를 통과해서 약14.1km를 흐르다가 수영하수종말처리장 부근에서 수영강과 합류한다. 각종 쓰레기와 악취로 버려진 온천천을 연제구에서 1998년 공공근로사업을 통해 자연친화형 하천으로 복원하고, 둔치에는 자전거 도로를 비롯한 22종의 각종 시설물과 넓은 잔디밭, 6,600m2의 화단에는 다양한 종류의 수목과 야생화로 단장하여 도심속 주민 휴식공간으로 조성하였다.
- 부산아시아드주경기장

2002년 아시안게임의 주경기장 및 월드컵 경기장으로 활용되었다. 현재는 K리그 클래식의 부산 아이파크가 홈구장으로 쓰고 있다. 구단 측은 축구전용구장과 같은 시야를 확보하기 위해 2008년 K리그부터 동쪽과 북쪽 스탠드 방향 육상 트랙 위에 가변좌석을 설치하여 활용하고 있지만, 2014년부터 '아시아송 페스티벌' 및 '부산아시아원페스티벌' 등 지역별 특색 축제를 개최하고 있다.
- 한결아트홀

1986년 이윤택의 연희단거리패에 의해 광복동 현 조은극장2관 자리에 설립되었던 가마골소극장이 2009년 거제동 치과의사신협 건물 지하1층으로 옮겨온 것이 한결아트홀의 시초이다. 애초 가마골소극장이 지역 문화계에서 갖는 위상이 컸기에 거제동으로 확장 이전해 온 가마골은 더 흥성할 것으로 예측되었다. 하지만 연희단거리패의 연극이 다소 어렵다는 인식이 팽배하고, 거대자본 기획사를 앞세운 질 낮은 상업 기획연극에 밀리게 되자 자존심이 상한 이윤택은 2012년 돌연 폐관을 선언하고 2013년 1월 폐막공연 '오구'를 마지막으로 밀양연극촌으로 철수하고 말았다. 이후 가마골소극장의 공동대표였던 김성배가 연희단거리패와는 별개로 같은 자리에 한결아트홀을 세워 그 명맥을 잇고 있는데, 종종 가마골소극장때의 공연 레퍼토리를 다시 상연하기도 한다.

## 시설
- 부산아시아드주경기장 (프로축구 K리그2 부산 아이파크 홈구장)
- 부산종합운동장 보조경기장 (실업축구 K3리그 부산교통공사 홈구장)

## 주요 기관
- 부산광역시청
- 부산광역시상수도사업본부
- 부산지방국세청
- 연제구청
- 연제구보건소
- 부산지방고용노동청
- 부산광역시교육청
- 부산지방경찰청

## 교통

### 도시철도 1호선
| 역 번호 | 역명        | 로마자 역명               | 한자 역명 | 지상 / 지하 | 접속 노선        | 역간 거리 | 영업 거리 | 소재지 | 소재지 |
| ------- | ----------- | ------------------------- | --------- | ----------- | ---------------- | --------- | --------- | ------ | ------ |
| 122     | 시청 (연제) | City Hall                 | 市廳      | 지하        |                  | 0.8       | 28.2      | 연제구 |        |
| 123     | 연산        | Yeonsan                   | 蓮山      | 지하        | ● 도시철도 3호선 | 0.9       | 29.1      | 연제구 |        |
| 124     | 교대        | Busan Nat'l Univ. of Edu. | 敎大      | 지하        | ● 동해선         | 1.0       | 30.0      | 연제구 |        |

### 도시철도 3호선
| 역 번호 | 역명                  | 로마자 역명    | 한자 역명  | 지상 / 지하 | 접속 노선        | 역간 거리 | 영업 거리 | 소재지 | 소재지 |
| ------- | --------------------- | -------------- | ---------- | ----------- | ---------------- | --------- | --------- | ------ | ------ |
| 303     | 배산                  | Baesan         | 盃山       | 지하        |                  | 1.2       | 2.2       | 연제구 |        |
| 304     | 물만골                | Mulmangol      |            | 지하        |                  | 1.1       | 3.3       | 연제구 |        |
| 305     | 연산                  | Yeonsan        | 蓮山       | 지하        | ● 도시철도 1호선 | 1.1       | 4.4       | 연제구 |        |
| 306     | 거제 (법원·검찰청)    | Geoje          | 巨堤       | 지하        | ● 동해선         | 0.7       | 5.1       | 연제구 |        |
| 307     | 종합운동장 (빅토리움) | Sports Complex | 綜合運動場 | 지하        |                  | 0.7       | 5.8       | 연제구 |        |

### 동해선
| 역 번호 | 역명       | 로마자 역명              | 한자 역명  | ITX | 무궁화호 | 접속 노선        | 역간 거리 | 영업 거리 | 소재지 | 소재지 |
| ------- | ---------- | ------------------------ | ---------- | --- | -------- | ---------------- | --------- | --------- | ------ | ------ |
| K111    | 거제해맞이 | Geojehaemaji             | 巨堤해맞이 | ｜  | ｜       |                  | 2.3       | 6.9       | 연제구 |        |
| K112    | 거제       | Geoje                    | 居堤       | ｜  | ｜       | ● 도시철도 3호선 | 1.0       | 7.9       | 연제구 |        |
| K113    | 교대       | Busan Nat'l Univ. of Edu | 敎大       | ｜  | ｜       | ● 도시철도 1호선 | 0.7       | 8.6       | 연제구 |        |

## 교육
- 국공립대학교

|  | - 부산교육대학교 |

- 사립전문대학

|  | - 부산경상대학교 |

- 고등학교

|  | - 이사벨고등학교 - 연제고등학교 - 지구촌고등학교 - 부산외국어고등학교 - 계성여자상업고등학교 |

- 중학교

|  | - 거성중학교 - 거제여자중학교 - 연산중학교 - 연일중학교 - 연제중학교 - 연천중학교 - 이사벨중학교 - 토현중학교 |

- 초등학교

|  | - 거제초등학교 - 거학초등학교 - 과정초등학교 - 남문초등학교 - 동명초등학교 - 부산교육대학교 부설초등학교 - 연동초등학교 - 연미초등학교 - 연산초등학교 - 연서초등학교 - 연신초등학교 - 연일초등학교 - 연제초등학교 - 연천초등학교 - 창신초등학교 - 토현초등학교 |

- 특수학교

|  | - 동암학교 - 두레학교 |

## 갤러리

### 도심풍경

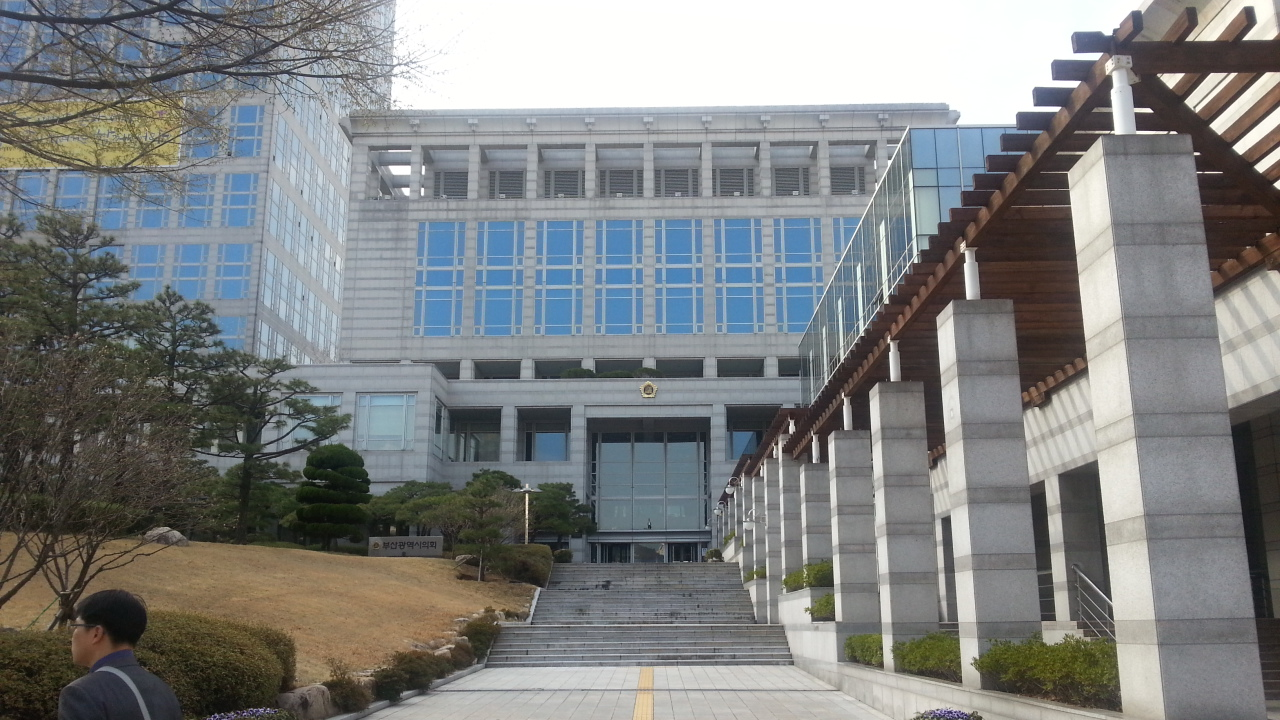
부산광역시의회

## 자매 도시
| 지역 & 국가    | 도시     | 도시     |
| -------------- | -------- | -------- |
| 대한민국       | 경상북도 | 봉화군   |
| 대한민국       | 전라남도 | 보성군   |
| 브라질         | 상파울루 | 상파울루 |
| 일본           | 사가현   | 사가시   |
| 중화인민공화국 | 상하이시 | 황푸구   |

## 같이 보기
- 대한민국의 지리